# ГЕС Курильїнке
ГЕС Курильїнке (ісп. Curillinque) – гідроелектростанція в центральній частині Чилі у регіоні Мауле (VII Регіон). Знаходячись між ГЕС Ісла (вище по течії) та ГЕС Лома-Альта, входить до складу каскаду каскаду на річці Мауле, яка впадає до Тихого океану в місті Констітусьон.
Для роботи станції Мауле перегородили невисокою греблею одразу після впадіння її правої притоки Cipreses та виходу відвідного каналу ГЕС Ісла. Вона спрямовує ресурс до прокладеного по правобережжю дериваційного каналу довжиною біля 6 км, який на одній з ділянок проходить через відріг гори за допомогою тунелю довжиною 0,2 км. Також можна відзначити, що канал минає одну з правих приток Мауле Estero Las Corrientes по перекинутому над нею мосту, після чого отримує з неї ж поповнення за допомогою водозабору,розташованого за дві сотні метрів вище по течії. Наступну ж праву притоку Мауле Rio Seco долають за допомогою прокладеного під її руслом короткого тунелю. В підсумку канал переходить у дериваційний тунель довжиною біля 4 км, котрий подає ресурс до машинного залу. 
Основне обладнання станції становить одна турбіна типу Френсіс потужністю 89 МВт, яка при напорі у 114,3 метра забезпечує виробництво понад 0,5 млрд кВт-год електроенергії на рік.
Для видачі продукції ГЕС до мережі встановлені трансформатори, здатні підіймати напругу до 154 кВ.